# Contrapunteo cubano del tabaco y el azúcar
Contrapunteo cubano del tabaco y del azúcar es un ensayo del antropólogo cubano Fernando Ortiz, publicado en 1940 en donde realiza un análisis del cambio cultural en Cuba. Es su obra más leída y comentada y en la que lleva a cabo un estudio comparativo de dos productos cubanos que han entrado en la vida diaria de la gente de todo el mundo.
Ortiz propone en esta obra el concepto de transculturación que será de gran importancia dentro del campo de los estudios culturales latinoamericanos. Esta nueva noción puede entenderse como la responsable de una serie de cambios paradigmáticos en el estudio de la raza, la nación y el intercambio de productos en América Latina.

## Título
El título viene de un término de la música popular cubana, el cual se refiere a la "disputa o dichos picantes o acalorados entre dos o más personas" En música, contrapunto es el "arte de combinar, según ciertas reglas, dos o más melodías diferentes", aunque también se refiere al "contraste entre dos cosas diferentes." De este modo, Ortiz elige un término que hace alusión al "género dialogístico que lleva hasta el arte la dramática dialéctica de la vida" característico de la tradición folclórica cubana.
El propósito de elegir el tabaco y el azúcar, como el mismo Fernando Ortiz explica al principio del ensayo, se debe a que

son los personajes más importantes de la historia de Cuba. Azúcar y tabaco son productos vegetales del mismo país y del mismo clima; pero su distinción biológica es tal que provoca radicales diferencias económicas en cuanto al suelo requerido, a los procesos de cultivo, a los del aprovechamiento fabril y a los de la distribución comercial. Y las sorprendentes diferencias entre ambas producciones se reflejan en la historia del pueblo cubano desde su misma formación étnica hasta su contextura social, sus peripecias políticas y sus relaciones internacionales.

## Estructura
La primera edición del libro en 1940 estuvo a cargo de la editorial Jesús Montero en la ciudad de La Habana y contaba con tres partes diferenciadas: un prólogo, una introducción y el ensayo con un conjunto de capítulos que lo complementaban.
El historiador cubano Herminio Portell Vilá escribió el prologó que incluía aquella edición, el cual fue suprimido en las posteriores por decisión del mismo autor. Las razones de dicha supresión están relacionadas con el triunfo de la Revolución cubana y el exilio voluntario de Portell a Estados Unidos por su rechazo a la ideología marxista-leninista que adoptó el gobierno revolucionario. Silvio Zavala señalaba en una reseña contemporánea a su publicación que este prólogo mostraba "la gravedad de las materias tratadas en la obra", así como veía "en la clase obrera que trabaja en el cultivo e industria del tabaco, la representación del cubanismo, el núcleo impulsor de los movimientos revolucionarios y la avanzada del proletariado cubano".
Para Portell, en el Contrapunteo se podía leer la "doctrina cierta, de verdad incontrovertible, que la caña de azúcar, la industria que la beneficia, el sistema organizado en torno a ella, forman un todo adventicio en Cuba, algo extraño al país, que sirve al extranjero antes que al interés nacional y que no puede desprenderse de sus características de explotación humana, privilegio indebido y proteccionismo." Por este motivo, Rafael Rojas ha sostenido que el historiador cubano pretendía en este prólogo "resaltar las implicaciones nacionalistas (...) en el contexto de un importante reajuste comercial y arancelario de la exportación de azúcar cubana a los Estados Unidos."
La "Introducción" del libro fue realizada por el antropólogo británico-polaco Bronisław Malinowski (1884-1942). En ella, respalda el concepto de transculturación propuesto por Ortiz, así como sus aportes a la investigación antropológica. Sin embargo, la intención de Manilowski no era sólo remarcar la importancia de la incorporación del concepto de transculturación en el campo de la antropología, sino también "la pertenencia metodológica de Ortiz a la escuela funcionalista, fundada por él mismo y Alfred Reginald Radcliffe-Brown en Inglaterra".
El ensayo del Contrapunteo cubano del tabaco y el azúcar se compone, a su vez, de 15 epígrafes, los cuales, a pesar de no tener título, se pueden clasificar como:
- Introducción
- Contraste general
- Tipos de plantas
- Contraste moral
- Religioso-mágico
- Cultivo
- Transporte
- Confección
- Mercaduría
- Modos de producción
- Sociopolítica
- Modos comerciales
- Mano de obra
- Historia laboral
- Conclusión

Los 25 capítulos que completan el libro contienen los datos e informaciones eruditas que sustentan las afirmaciones expuestas el la parte anterior. Se llamaron "capítulos adicionales" a partir de la segunda edición revisada y ampliada por el mismo Ortiz y puede considerarse un apéndice. Este conjunto se divide en dos grandes grupos temáticos en torno a los dos productos que se analizan en la obra: "Historia, etnografía y transculturación del tabaco habano" e "Inicios del azúcar y de la esclavitud de los negros en Cuba". La distinción es significativa porque asocia la transculturación más al tabaco que al azúcar ya que, para Ortiz, aquel es un factor social que homogeneiza, mientras que el azúcar aliena, siendo el motivo de la esclavitud. Al mismo tiempo, esta división refleja la estructura contrapuntística que organiza todo el texto, pues los capítulos no sólo se separan en dos categorías temáticas, sino que se van intercalando de forma dialógica. Esta cuidada organización del ensayo, ha dado pie a que la recepción de la obra haya celebrado su conciencia artística y no puramente informativa.

## I. Contrapunteo cubano del tabaco y del azúcar
En esta primera parte del libro, se exponen los problemas que se derivan del cultivo de estas dos plantas, aunque "apenas el tono leve del estilo templa la impresión que recibe el lector, cuando con una serenidad más eficaz que todo grito de protesta, se desnudan ante su vista las hondas y dolorosas heridas de la vida económica de la isla."
El ensayo comienza convirtiendo en personajes a los dos productos más importantes de la historia de Cuba, "don Tabaco" y "doña Azúcar", tomando como modelo la pelea de Don Carnal y doña Cuaresma del Libro de buen amor (1330). Asimismo, El capital pudo ser otra fuente para esta personificación ya que, en su obra cumbre, Marx convierte en alegorías la tierra y el capital, "Madame La Terre" y "Monsieur Le Capital", para hablar del "fetichismo de las mercancías."
El tabaco y el azúcar "cobran en esta obra una personalidad extraordinaria revelándose como factores determinantes de la evolución y estructura de la sociedad cubana."
El Contrapunteo parodia al Libro de buen amor que, a su vez, es una parodia de las disputas medievales, sólo que aquí, de la contradicción inicial, de la disputa, choque y oposición de Don Tabaco y Doña Azúcar, no sale un vencedor, sino una unión; las diferencias tienden a igualarse por obra de la maquinización y el capitalismo financiero, y el conflicto podría resolverse, “como en los cuentos de hadas, en casorio y felicidad”.
Ortiz presenta al tabaco como el regalo del Nuevo Mundo, mientras que a la caña de azúcar como importada. Asimismo, explica todos los tipos de contrastes que hay entre ambos: sus características biológicas, sus orígenes, su cultivo y modo de producción, su fuerza de trabajo, su utilización, la consideración que reciben, y todo tipo de detalle que los atañe. El tabaco y el azúcar son entendidos más como artefactos culturales que como simples productos, al igual que la identidad nacional es vista como mitos en continua construcción, más que como realidades estáticas. Por ello, se pueden considerar estas dos plantas como las raíces metafóricas y estructurales de la historia nacional e identidad cubanas.
Si “la caña de azúcar y el tabaco son todo contraste” en su naturaleza biológica y su historia económica, industrial, comercial, social, cultural, etc, no son realmente contrarios o enemigos: tienen historias paralelas y contrapuestas pero no mezcladas (otro contraste con el mestizaje que representan). La antítesis recorre todo el texto: el azúcar es la mujer que se hace prostituta; el tabaco es el Macho que, sin embargo, se feminiza. Y así hasta la saciedad: si uno es blanco, otro es negro; si uno malo, otro bueno; si uno extranjero, el otro cubano; si uno masa, el otro individual; si uno mayoría, el otro minoría; si uno esclavo, el otro libre… Aunque, según nos relata Ortiz, la historia del tabaco ha sido la de un producto natural sometido a un proceso de paulatina industrialización, hasta convertir a los tabaqueros en otra contracción: “libres asalariados.”
En una primera lectura, parece que Ortiz presenta una alegoría de lo nacional y lo antinacional, representados respectivamente en el tabaco y el azúcar, como puede desprenderse de pasajes tan expresivos como "para nuestro tabaco todo el mundo por mercado, y para nuestro azúcar un sólo mercado en el mundo. Centripetismo y centrifugación. Cubanidad y extranjería. Soberanía y coloniaje. Altiva corona y humilde saco". No obstante, ya desde el mismo título, se determina que "lo cubano no reside en uno u otro arquetipo, en una u otra alegoría, sino en el contrapunteo, en el roce y la permuta, es decir, en la transculturación del azúcar y el tabaco".
Referencia vacía (ayuda). Pero, si bien "el tabaco es más cubano, por no necesitar para su cultivo importar mano de obra ni capitales extranjeros, de los dos, la caña de azúcar era el elemento que había impreso un carácter más fuerte a la sociedad, ayudando a su formación no tanto por la llegada de miles de esclavos, chinos, gallegos, canarios o yucatecos, como por ayudar a consolidar una forma de vivir, a arraigar al hombre a la tierra, a crear un universo cultural." El azúcar produce un "mestizaje de sabores" y, además, "fue mulata desde su origen, pues en su producción fundiéronse siempre las energías de blancos y negros".
Sin embargo, todos los contrastes que presenta el ensayo, al final terminan desapareciendo puesto que debido 

a las crecientes concentraciones del capitalismo financiero, a sus tentáculos imperialistas y a sus contubernios con los fiscos y los gobernantes que los manejan, (...) ya el azúcar como el tabaco están enredados por igual en la misma trama de tratados, monopolios, reciprocidades, aranceles, cuotas, restricciones agrarias, estabilizaciones, cartels, trusts y demás artimañas legislativas con que desde ha muchos años se fue ahogando por estos mundos el liberalismo sustituido por una impositiva intervención directa del Estado en la vida económica nacional, establecida a manera de socialismo cojo y bizco, a medias y unilateral, sin propósito equitativo ni provecho popular.

La relación del Contrapunteo con el género paródico del Libro de buen amor ha justificado la interpretación literaria que ha tenido su recepción. Esta, a su vez, también se funda en el carácter «paraléptico» (renegar de lo que se afirma) y en el «tropo de duplicidad» que tiene una retórica particular, siendo considerarda como "una aproximación, una tentativa o confrontación con un tema que aguarda un tratamiento más sostenido o pulido". De igual forma, el carácter literario del ensayo también puede tener raíces en la íntima relación de Ortiz con la vanguardia y el humor "gracianesco", el cual, tiene a su vez, un origen barroco: "se trata de un witticism, de un jeu d'esprit, típico del arte y literatura de vanguardias; el Contrapunteo es un largo, prolijo, joyceano juego de palabras y conceptos, como los de un texto estrictamente contemporáneo suyo, Finnegans Wake (...) Así, en el Contrapunteo se entremezclan un saber científico y un conocer poético, pero la envoltura (para usar la terminología del tabaco) es la segunda, la poética."
Este texto viene a ser un ejercicio retórico donde, a la vez que expone de manera sencilla y con un lenguaje popular argumentos pesados de la historia económica y social de Cuba, ensaya a ritmo musical las distintas posibilidades de combinación del contraste. De esta manera juega con la oposición en la argumentación y en la estructura, tanto dentro de la frase como entre oraciones, párrafos y capítulos. Estos capítulos “prescindibles” que se añaden al final de ensayo son tanto la documentación erudita que lo sustenta, como su contrapunto. "De esta manera se establece no sólo el contraste entre las dos grandes secciones, sino –tercer contrapunteo– su mutua referencia".

## II. Capítulos adicionales
Durante el ensayo inicial el autor fue introduciendo entre paréntesis los números de los capítulos que desarrollaban las ideas que iba presentando de manera esquemática. Esos capítulos se incluyen a continuación y pueden ser leídos interrumpiendo el ensayo en los momentos en que nos lo señala el propio Ortiz, o al final, como su continuación. Esta novedad de doble lectura, será años más tarde explotada por Julio Cortázar en su famosa obra Rayuela.

### Capítulo primero
"Historia, etnografía y transculturación del tabaco habano e inicios del azúcar y de la esclavitud de negros en América."
Este capítulo sirve de enlace entre el ensayo principal y los siguientes secciones que lo amplían y complementan. En él declara la complejidad de los fenómenos económico-sociales de la evolución histórica y explica que estos capítulos adicionales, aunque tengan su tema propio, "están relacionados con ciertos aspectos fundamentales del Contrapunteo y convenientes para el lector que quiera ahondar en ello." Igualmente, separa en dos grandes ejes temáticos los 25 capítulos, correspondiendo los quince primeros a la problemática del tabaco y los diez últimos a la del azúcar.

### Capítulo II
Del fenómeno social de la «transculturación» y de su importancia en Cuba.
Lo fundamental del ensayo se encuentra en este capítulo donde introduce su neologismo, transculturación, para definir el proceso cultural de la historia de Cuba (ejemplificada en la historia del tabaco), la dialéctica cultural entre el desarraigo y la novedad, el choque (o abrazo) de culturas que produce una nueva, lo cual, puede extenderse a toda América por analogía. La transculturación sería lo que resuelve los contrarios y, como el alcohol nacido de la unión del tabaco y el azúcar, “siempre tiene algo de ambos progenitores, pero también siempre es distinta”, aunque Don Tabaco se lleve claramente las de ganar en este contrapunteo que, al igual que los improvisados en el bar o cantina, acaba “con el alcohol en las mentes”, es decir, haciendo alusión a otro de los productos derivados de la caña de azúcar que han formado parte de la historia cubana, el ron.

#### Transculturación
El concepto de transculturación, si bien está presente desde el subtítulo del ensayo ("Advertencia de sus contrastes agrarios, económicos, históricos y sociales, su etnografía y su transculturación"), no será definido hasta este capítulo complementario.
Este término acuñado por Ortiz da cuenta de la concepción dinámica e integradora que éste tenía de la cultura cubana, en la que sus distintos componentes "se agitan, entremezclan y disgregan en un mismo bullir social (...) Mestizaje de cocinas, mestizaje de razas, mestizaje de culturas. Caldo denso de civilization que borbollea en el fogón del Caribe". Por esta razón, Ortiz ha sido diferenciado del resto de pensadores de su tiempo, puesto que, además, "su análisis de la identidad y del imaginario nacional lo hace a partir de las culturas y no de las razas. No pretende establecer el alma de lo cubano ni definir la cubanidad ya que esta se presenta de manera cambiante continuamente. Su riqueza y grandeza para este antropólogo radicaba precisamente ahí."
Arcadio Díaz Quiñones rastrea el concepto hasta uno de los primeros textos de Ortiz, La filosofía penal de los espiritistas (1915), en el que aparecería insinuado en la idea de la transmigración de las almas del culto espiritista. En ese ensayo, el autor cubano se distancia del evolucionismo para proponer una definición de la identidad como "una construcción histórica de las sucesivas inmigraciones étnicas de la isla", lo que continuará desarrollando en el escrito Los factores humanos de la cubanidad (1940). Según George Stocking, la investigación de Ortiz rompía con la visión victoriana de la antropología dentro del modelo positivista que condujo a "la extinción del hombre paleolítico".
Este término es presentado como una corrección al modelo "universal" dominante de aculturación, una noción funcionalista que para el antropólogo cubano era incapaz de analizar con efectividad el cambio cultural de Cuba. Enrico Mario Santí entiende la transculturación como un proceso social similar a la técnica del contrapunteo: un diálogo entre los actores, los discursos y las prácticas culturales.
En la introducción, Malinowski explica que la transculturación "es un proceso en el cual siempre se da algo a cambio de lo que se recibe; es un «toma y daca» (...), un proceso en el cual ambas partes de la ecuación resultan modificadas. Un proceso en el cual emerge una nueva realidad, compuesta y compleja; una realidad que no es una aglomeración mecánica de caracteres, ni siquiera un mosaico, sino un fenómeno nuevo, original e independiente." De ese modo, celebra el acierto de la acuñación de este término para referirse a "los cambios de cultura y los impactos de las civilizaciones", al igual que la pertinencia del ensayo mismo, ya que "basta leer la presente épica del tabaco y el azúcar para comprender cómo los españoles adquirieron de los indios uno de esos básicos elementos de la nueva civilización que ellos iban a desarrollar en Cuba durante los cuatro siglos de su dominación, y cómo el otro de ambos elementos fue importado por ellos a esta isla." Por otra parte, el antropólogo polaco declara su promesa a Ortiz de que se "apropiaría de la nueva expresión, reconociendo su paternidad, para usarla constante y lealmente siempre que tuviera ocasión de hacerlo", aunque su muerte dos años más tarde, en 1942, fue lo que pudo haberle alejado de cumplirla, ya que nunca la utilizó en su obra. Sin embargo, el crítico literario Ángel Rama publicó en 1982 Transculturación narrativa en América Latina, una obra clave en los estudios culturales latinoamericanos que recuerda aquella recomendación.

### Capítulo III
De las semillas del tabaco.

### Capítulo IV
De la poca nicotina del tabaco cubano.

### Capítulo V
De las noticias que dio un jesuita acerca del tabaco y sus virtudes.

### Capítulo VI
Del tabaco y el cáncer.

### Capítulo VII
De cómo el tabaco fue descubierto en Cuba por los europeos.

### Capítulo VIII
Del tabaco entre los Indoantillanos.

### Capítulo IX
De la transculturación del tabaco.

### Capítulo X
De la copla andaluza sobre el tabaco habano.

### Capítulo XI
Del vocablo «cañal» y de otros del lenguaje azucarero.

### Capítulo XII
De los comienzos de la industria sacarífera en América.

### Capítulo XIII
«Cachimbos» y «Cachimbas».

### Capítulo XIV
Del inicio de la trata de negros esclavos en América, de su relación con los ingenios de azúcar y del vituperio que cayó sobre Bartolomé de las Casas.

### Capítulo XV
De las tres presencias del colonato en la escena azucarera de Cuba.

### Capítulo XVI
Del capitalismo privilegiado que siempre ha sido el ingenio de azúcar.

### Capítulo XVII
De la cañafístola o cañandonga.

### Capítulo XVIII
De los primeros embarques trasatlánticos de azúcar.

### Capítulo XIX
Del «tabacano» y el fumador.

### Capítulo XX
De cómo el tabaco habano salió a conquistar el mundo.

### Capítulo XXI
De los «tubanos» de tabaco.

### Capítulo XXII
De la manufactura del tabaco habano en 1850.

### Capítulo XXIII
De la primera rebelión de negros que hubo en América.

### Capítulo XXIV
De la remolacha enemiga.

### Capítulo XXV
Del «tabaco habano», que es el mejor del mundo, y del «sello de garantía» de su legitimidad.